# 山口県立下関工科高等学校
山口県立下関工科高等学校（やまぐちけんりつしものせきこうかこうとうがっこう）は、山口県下関市富任町に所在する公立の工業高等学校。山口県立下関工業高等学校と山口県立下関中央工業高等学校が合併してできた県内最大の工業高校。略称は｢工科｣（こうか）。

## 設置学科
- 機械工学科
  - 機械コース
  - 造船コース
- 電気工学科
  - 電気コース
  - 電子コース
- 建設工学科
  - 建築コース
  - 土木コース
- 応用化学工学科

## 沿革
- 2015年11月1日 - 「山口県立高等学校等条例の一部を改正する条例」（山口県条例第四十四号 ）[1]施行により設立
- 2016年4月1日 - 山口県立下関工業高等学校と山口県立下関中央工業高等学校を統合、下関工高の校地に開校。
- 2018年 - 2019年度開校の下関双葉高校に定時制総合学科の工業系列を開設するため、定時制機械科の募集停止を発表。
- 2022年（令和4年）4月1日 - 定時制課程機械科が廃止[2]